# Загадка старой штольни
«Загадка старой штольни» (пол. Tajemnica dzikiego szybu) — польский приключенческий художественный фильм режиссёра Вадима Берестовского, снятый в 1956 году по мотивам романа писателя Эдмунда Низюрского «Книга ежей».
Премьера фильма состоялась 1 сентября 1956 года.

## Сюжет
Действие фильма происходит в небольшом шахтерском городке в Свентокшиских горах. Герои фильма — два друга шестиклассники Франек и Карлик. Дела в школе у не идут, они плохо учатся, да тут ещё неприятность: мяч друга упал в старую заброшенную штольню. Во время поиска мальчики сталкиваются с загадочной фигурой в штольне, которой давно никто не пользуется. Мальчики подозревают, что там скрывается грозный шпион или диверсант…

## В ролях
- Дамиан Даменцкий — Карлик Руднёк
- Мацей Даменцкий — Франек Микса
- Михал Бустаманте — Стефан Голя
- Лукаш Жулавский — Крыза
- Людвик Бенуа — Микса, отец Франека
- Барбара Фиевская — мать Франека
- Густав Холоубек — учитель Сондей, классный руководитель шестого класса
- Збигнев Юзефович — отец Карлика
- Ян Коэхер — геолог Болеславец
- Станислав Мильский — Заёнчковский, директор школы
- Казимир Опалиньский — Кропа, школьный шофёр
- Ярема Стемповский — учитель Стельмах
- Казимеж Шуберт — Купсьць, секретарь райсовета
- Збигнев Цибульский — шахтёр (нет в титрах)
- Хенрик Хунко — мужчина в штормовке (нет в титрах)
- Игнацы Маховский — инспектор (нет в титрах)
- Ирена Шимкевич — инспектор (нет в титрах)
- Отто Лацкович – Рудольф Пециан